# Le Vampire de l'espace
Pour les articles homonymes, voir Not of This Earth.
Pour plus de détails, voir Fiche technique et Distribution.

Le Vampire de l'espace (Not of This Earth) est un film américain réalisé par Jim Wynorski et sorti en 1988.

## Synopsis
Un homme mystérieux, portant en permanence des lunettes de soleil, engage une infirmière afin de lui faire des transfusions de sang quotidiennes pour un salaire avantageux. La jeune femme est progressivement intriguée par le comportement de son patient, tandis qu'en ville des gens meurent, vidés de leur sang.

## Fiche technique
- Titre original : Not of This Earth
- Titre français : Le Vampire de l'espace
- Réalisation : Jim Wynorski
- Scénario : Jim Wynorski et R.J. Robertson
- Production : Roger Corman
- Musique : Chuck Cirino
- Image : Zoran Hochstätter
- Montage : Kevin Tent
- Date de sortie : 20 mai 1988

## Distribution
- Traci Lords : Nadine Story
- Arthur Roberts : vampire
- Lenny Juliano : Jeremy, l'assistant de Johnson
- Ace Mask : Dr Rochelle
- Roger Lodge : Harry, le compagnon policier de Nadine
- Rebecca Perle : La femme de la planète Davanna
- Michael Delano : Le représentant en aspirateurs
- Becky LeBeau : La surprise anniversaire
- Monique Gabrielle : Agnès, la folle sur le banc
- Roxanne Kernohan : Une prostituée
- Ava Cadell : Une prostituée
- Cynthia Thompson : Une prostituée
- Kelli Maroney : Une infirmière
- Belinda Grant : La fille dans la voiture
- Robby Bointen : Le garçon dans la voiture
- Jim Wynorski : L'animateur radio (voix)

## Commentaires

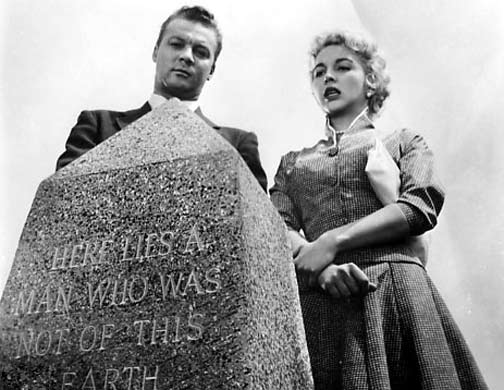
La scène finale du remake de 1988 est similaire à celle du film original de 1957 en noir et blanc.

Le Vampire de l'espace est un remake du film Not of This Earth (1957) réalisé par Roger Corman, qui est ici producteur. L'idée d'un remake vient du pari (réussi) fait à Roger Corman par le réalisateur Jim Wynorski de tourner le film en douze jours : finalement, le film fut bouclé en 11 jours et demi.
Il s'agit du premier film « traditionnel » de l'actrice Traci Lords après une carrière réussie dans le cinéma pornographique qu'elle dut interrompre lorsqu'il apparut qu'elle était mineure lors du tournage de la plupart de ses films. Par la suite, elle fait de nombreuses apparitions à la télévision et au cinéma, notamment dans le film Cry-Baby de John Waters (1990) aux côtés de Johnny Depp.
La séquence d'introduction du film est un montage de scènes tirées d'autres productions de Roger Corman, parmi lesquelles Les Mercenaires de l'espace (1980), La Galaxie de la terreur (1981), Forbidden World (1982), Les Monstres de la mer (1980), Nebo zovyot (1962) et Piranhas (1978). Divers plans tirés de ces productions apparaissent également durant le film, ainsi que deux scènes complètes de Hollywood Boulevard (1976) et Humanoids from the Deep.
Pour cette séquence d'introduction, Jim Wynorski dut choisir entre deux options : soit un fond noir (ou un champ d'étoiles), soit un pot-pourri des films de Corman. Il choisit la seconde option pour mieux satisfaire son public tout en introduisant une atmosphère fantastique.
Le film a fait l'objet de plusieurs sorties en vidéo : en VHS, en Laserdisc, en DVD zone 1 en 2001 (toutes trois réalisées à partir d'un même transfert en open matte) et en DVD zone 2 britannique en 2010. Le DVD Zone 1 de 2001 édité par New Concorde comporte un commentaire audio conjoint du réalisateur Jim Wynorski et de l'acteur Lenny Juliano qui interprète Jeremy, l'assistant de Johnson. Le DVD Zone 2 de 2010, édité par Shout! Factory dans sa collection « Roger Corman's Cult Classics » présente un nouveau transfert anamorphique, reprend le commentaire audio de 2001 et y ajoute un nouveau commentaire audio conjoint de Jim Wynorski et Traci Lords, ainsi qu'une interview de l'actrice d'une durée de 11 minutes intitulée « Nadine's Story » (d'après le prénom de son personnage dans le film) dans laquelle elle apporte plus de précisions sur son expérience du tournage, et notamment le peu d'intérêt porté par les techniciens aux erreurs de raccord (on peut par exemple la voir sur certains plans porter des escarpins dans la salle de bains).
Un second remake du film de Roger Corman a été réalisé en 1997 par Terence H. Winkless, avec Michael York dans le rôle principal.